# Jozef Jespers
Pour les articles homonymes, voir Jespers.
Jozef Antoon Maria Jespers, né le 14 juillet 1895 à Meerle et décédé le 7 janvier 1967 à Berchem (Anvers) fut un homme politique belge, membre du CVP.
Jespers fut instituteur et ensuite directeur d'école et inspecteur d'écoles.
Il fut élu conseiller communal d'Anvers (1952-1958), sénateur de l'arrondissement d'Anvers (1946-65) et secrétaire du Sénat (1950-65).
Décoré de la Croix Pro Ecclesia et Pontifice; chevalier de l'ordre de Léopold; Croix civique 1re Classe.

## Sources
- Bio sur ODIS